# Ундецима

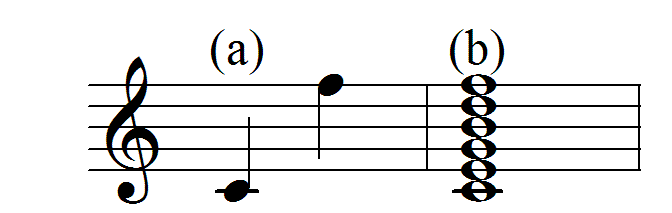
(a) — ундецима,
(b) — ундецимакорд

Ундецима (лат. undecima — одинадцята) — музичний інтервал шириною в одинадцять ступенів, позначається цифрою 11.
Перевищує обсяг октави. Найчастіше розглядається як складений інтервал, що складається з октави та кварти. Подібно до кварти, може бути чистою та збільшеною. Чиста ундецима (ч.11) містить сімнадцять півтонів, збільшена (зб.11) — вісімнадцять. У контрапункті та в гармонії ундецима функціонально відповідає кварті.
У джазовій музиці ундецима — п'ята терція відносно основного тону.